# کریس دوگان
کریس دوگان (انگلیسی: Chris Duggan؛ زادهٔ ۳۰ ژانویهٔ ۱۹۹۴) بازیکن فوتبال اهل استرالیا است.
از باشگاه‌هایی که در آن بازی کرده‌است می‌توان به باشگاه فوتبال کویینز پارک، باشگاه فوتبال پاتریک تیسل، و باشگاه فوتبال دومبارتون اشاره کرد.